# Дрегельский район
Дрегельский район (до 1931 года Жуковский район) — административно-территориальная единица в составе Ленинградского округа Ленинградской области, РСФСР, существовавшая в 1927—1963 годах.
Административный центр: с 1927 года — село Жуково, с 1931 года — село Дрегли, с 1933 года Неболчи.

## История
Жуковский район был образован в августе 1927 года в составе Ленинградского округа Ленинградской области. В его состав вошли Березинский, Веснинский, Вошковский, Елисеевский, Жуковский, Загванский, Запольский, Звонецкий, Клишинский, Левовский, Мошичинский, Никулинский, Новокрапивинский, Обишковский, Обречихинский, Подберезский, Порожский, Сивцевский и Смолинский сельсоветы Жуковской волости Тихвинского уезда Череповецкой губернии, а также Мозолевский сельсовет Большегорской волости того же уезда.
В ноябре 1928 года были упразднены Веснинский, Загванский, Запольский, Мошичинский, Обишковский и Подберезский с/с.
В июле 1930 года округа были упразднены, и Жуковский район перешёл в прямое подчинение Ленинградской области.
11 марта 1931 года Жуковский район был переименован в Дрегельский район (с центром в с. Дрегли, с 20 июня 1933 года — в с. Неболчи). Жуковский с/с был переименован в Дрегельский.
1 января 1932 года из Будогощенского района в Дрегельский были переданы Запольский, Петровский, Талецкий и Хортицкий с/с; из Пикалёвского района — Дмитровский с/с; из Маловишерского района — Попальский, Станинский и Тидворский с/с.
5 июля 1944 года Дрегельский район был передан в состав Новгородской области.
8 июня 1954 года были образованы Кременичский и Подберезский с/с. Упразднены Вошковский, Запольский, Клишинский, Никулинский, Новокрапивенский, Обречиханский, Попальский, Порогский и Станинский с/с. Елисеевский с/с был переименован в Неболчский.
5 июля 1956 года Дмитриевский и Мозолевский с/с были переданы в Бокситогорский район Ленинградской области.
1 июня 1959 года был упразднён Львовский с/с.
24 марта 1960 года из Маловишерского района в Дрегельский был передан Шарьинский с/с.
17 января 1961 года были упразднены Кременичский, Петровский, Подберезский и Смолинский с/с.
24 декабря 1962 года был образован рабочий посёлок Неболчи.
1 февраля 1963 году Дрегельский район был упразднён, его сельсоветы были переданы в Пестовский сельский район, а р.п. Неболчи — в Хвойнинский промышленный район.